# Gaoligong-Weißbrauengibbon
Der Gaoligong-Weißbrauengibbon (Hoolock tianxing) ist eine Gibbonart, die im Gaoligong-Gebirge in der südwestchinesischen Provinz Yunnan vorkommt, möglicherweise aber auch in ungestörten Wäldern in Myanmar zwischen den Flüssen Irrawaddy und Nmai Hka im Westen und dem Salween im Osten verbreitet ist. Die im Jahr 2017 neu beschriebene Art wird als stark gefährdet (Endangered) eingestuft. Im chinesischen Teil des Verbreitungsgebietes soll es nur noch weniger als 200 Exemplare geben, die Zahl in Myanmar ist unbekannt. Die Hulock-Gibbons zwischen Salween und Irrawaddy wurden vorher dem Östlichen Weißbrauengibbon (Hoolock leuconedys) zugerechnet.

## Merkmale

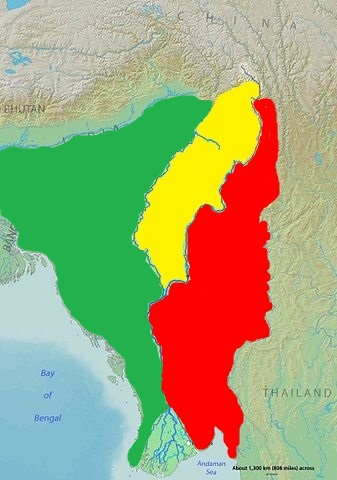
Rot – das ursprüngliche Verbreitungsgebiet des Gaoligong-Weißbrauengibbons zwischen Irrawaddy und Salween
Westlicher Weißbrauengibbon
Östlicher Weißbrauengibbon

Ausgewachsene Männchen des Gaoligong-Weißbrauengibbons haben einen schwärzlichen Rücken mit einem bräunlichen Anflug und einen dunkelbraunen Bauch. Sie ähneln damit den Männchen des Östlichen Weißbrauengibbons und unterscheiden sich von den schwarzbäuchigen Männchen des Westlichen Weißbrauengibbons (Hoolock hoolock). Die weißen Augenbrauen sind schmaler als die der beiden anderen Weißbrauengibbonarten und noch deutlicher voneinander getrennt als beim Östlichen Weißbrauengibbon. Beim Westlichen Weißbrauengibbon gibt es zwischen den Augenbrauen nur eine sehr enge Lücke. Im Unterschied zum Östlichen Weißbrauengibbon hat der Gaoligong-Weißbrauengibbon keine weißlichen Haare unterhalb der Augen. Der Bart der Männchen ist nicht so deutlich ausgeprägt wie beim Westlichen Weißbrauengibbon und hat die gleiche Farbe wie der übrige Körper, während der Bart der männlichen Östlichen Weißbrauengibbons weiß oder hell gelb-braun ist. Der Haarbüschel im Genitalbereich ist deutlich ausgeprägt und normalerweise schwarz, grau oder dunkelbraun mit einigen weißen Haaren darin. Er kontrastiert damit kaum mit der Farbe des Fells in der Leistenregion. Bei älteren Männchen bekommt der Haarbüschel eine mehr hellbraune Färbung. Männchen des Östlichen Weißbrauengibbons besitzen dagegen einen auffälligen weißlichen Haarbüschel im Genitalbereich.
Ausgewachsene Weibchen haben ein gelbliches Fell, das sich mit zunehmendem Alter von gelblich-weiß zu rötlich-blond ändert. Der für weibliche Weißbrauengibbons typische Ring weißer Haare um die Augen ist nur unvollständig ausgeprägt. Normalerweise ist er an den Seiten der Augen und manchmal auch unterhalb der Augen deutlich schwächer als die Augenbrauen. Die Weibchen der beiden anderen Weißbrauengibbonarten besitzen dagegen immer vollständige weiße Augenringe. Außerdem unterscheidet sich der Gaoligong-Weißbrauengibbon durch die Ausprägung des vierten Prämolar von den beiden anderen Weißbrauengibbonarten.

## Lebensraum
Der südliche Teil des Gaoligong National Nature Reserve, dem verbleibenden Lebensraum des Gaoligong-Weißbrauengibbons, ist ein regenreicher, kühler, feuchter, immergrüner Bergwald, der von Lorbeer-, Buchen-, Teestrauch- und Magnoliengewächsen geprägt ist. Die gemessenen Temperaturen schwanken zwischen 6 °C im Januar und 20 °C im August.

## Systematik
Die Art wurde im Januar 2017 neu beschrieben. Als englische Trivialnamen wurden „Skywalker hoolock gibbon“ und „Gaoligong hoolock gibbon“ vorgeschlagen. Sowohl das Artepitheton tianxing als auch der englische Trivialname „Skywalker hoolock gibbon“ spielen auf die typische schwinghangelnde Fortbewegung (Brachiation) der Gibbons im Geäst der Bäume an. Der Holotyp stellt ein ausgewachsenes Männchen dar, von dem nur die Haut bekannt ist. Er wurde bereits im Jahr 1917 von Roy Chapman Andrews und Yvette Borup Andrews während einer Expedition des American Museum of Natural History am Pass Ho-mu-shu (=Hongmushu) in Baoshan in der chinesischen Provinz Yunnan aufgesammelt, hier kommt die Art aber heute nicht mehr vor. Genetischen Untersuchungen zufolge ist der Östliche Weißbrauengibbon die Schwesterart des Gaoligong-Weißbrauengibbons, die Trennung der beiden Arten soll im mittleren Pleistozän vor etwa 490.000 Jahren erfolgt sein.